# Fritz Bauer
Fritz Bauer (Stoccarda, 16 luglio 1903 – Francoforte sul Meno, 1º luglio 1968) è stato un giurista tedesco.
In qualità di pubblico ministero ebbe un ruolo fondamentale nell'avvio del processo di Francoforte (1963-1965) sulle responsabilità di alcuni membri del personale del campo di concentramento di Auschwitz.

## Biografia
Bauer nacque da genitori ebrei a Stoccarda, nel Regno di Württemberg, all'epoca parte dell'Impero tedesco. Frequentò l'Eberhard-Ludwigs-Gymnasium e studiò diritto ed economia nelle università di Heidelberg, Monaco di Baviera e Tubinga. Dopo aver conseguito la laurea in giurisprudenza, divenne ausiliare del giudice per il tribunale distrettuale di Stoccarda. Nel 1920 era già iscritto al Partito Socialdemocratico di Germania (SPD). All'inizio degli anni trenta, Bauer fu, insieme a Kurt Schumacher, uno dei capi della sezione del Reichsbanner di Stoccarda, un'organizzazione paramilitare creata nel 1924 da reduci della Grande Guerra con l'obiettivo di lottare per difendere la Repubblica di Weimar.
Nel maggio del 1933 il piano per organizzare uno sciopero generale nella regione di Stoccarda contro il Partito Nazionalsocialista fallì e Schumacher e Bauer furono arrestati insieme ad altri militanti e condotti nel campo di concentramento per oppositori politici di Heuberg. Mentre Bauer e altri sette dirigenti del partito accettano di firmare una dichiarazione di rinuncia all'attività politica, al fine di poter ottenere la scarcerazione, Schumacher si rifiutò sdegnosamente di firmarla.. Schumacher, veterano della prima guerra mondiale e deputato socialdemocratico al Reichstag, era un attivo oppositore del Partito Nazionalsocialista. Rimase infatti internato in vari campi di concentramento per circa dieci anni. Il giovane Bauer venne invece rilasciato, ma poco dopo fu destituito dai suoi incarichi. Nel 1936 Bauer dovette rifugiarsi in Danimarca. Successivamente, nel 1940, in seguito all'invasione tedesca di quest'ultima, dovette trasferirsi in Svezia. Durante la nuova fase del suo esilio, insieme a Willy Brandt, fondò il periodico Sozialistische Tribüne.
Bauer fece ritorno in Germania nel 1949, quando fu istituita la Repubblica Federale Tedesca. In patria divenne dapprima direttore dei tribunali distrettuali per poi ricoprire la carica di procuratore di distretto nella città di Braunschweig. Nel 1956 fu assegnato al ruolo di procuratore del distretto dell'Assia, con sede a Francoforte sul Meno dove occupò questa posizione fino alla sua morte, avvenuta nel 1968. Nel dopoguerra, Bauer fu molto attivo nel tentativo di ottenere giustizia per le vittime del regime nazista: nel 1958 la class action da lui promossa contribuì a dare inizio al processo di Francoforte sui crimini commessi nel campo di concentramento di Auschwitz.
Tra il 1957 e il 1960 l'operato di Bauer si dimostrò fondamentale anche per la cattura da parte del Mossad di Adolf Eichmann. Nel 1957 Fritz Bauer informò i servizi segreti israeliani del Mossad in merito al recapito di Adolf Eichmann in Argentina, dopo averlo appreso da Lothar Hermann, ex deportato nei campi dì concentramento nazisti. Bauer si era rivolto ad Israele in quanto non si fidava della polizia e del sistema giudiziario tedeschi, temendo che avrebbero avvertito Eichmann. In precedenza, quando aveva fatto richiesta che il governo della Germania Ovest facesse dei tentativi di ottenere l'estradizione di Eichmann in Germania, il governo tedesco si era subito opposto. L'indizio decisivo, con prove annesse, del luogo di residenza di Eichmann a Buenos Aires, e che grazie all'intervento di Bauer rese possibile la cattura da parte del Mossad, fu però opera del geologo e storico Gerhard Klammer, che aveva collaborato come agrimensore dal 1950 al 1953 con Eichmann in una impresa di costruzioni nella provincia di Tucumán nel nord-ovest dell'Argentina. Durante un successivo soggiorno di Klammer in Argentina nell'ottobre del 1959 ci fu un incontro fortuito dei due nel nuovo luogo di lavoro di Eichmann, che permise a Klammer dì procurarsi il suo l'indirizzo esatto. Con la collaborazione di un suo amico sacerdote rimasto in Germania, Giselher Pohl, e dell'ex vescovo-militare dell'esercito Hermann Kunst, l'informazione, corredata di una fotografia in cui compaiono accanto Eichmann e Klammer, arriva a Fritz Bauer nel novembre del 1959. Quando Bauer trasmise al Mossad le prove suddette il mese successivo, senza rivelare le fonti come promesso, il primo ministro israeliano David Ben Gurion ordinò poco dopo la cattura di Eichmann.
Isser Harel, direttore del Mossad ai tempi della cattura di Eichmann, ha riconosciuto il ruolo decisivo avuto in essa da parte di Bauer, e ha aggiunto che quest'ultimo ha ripetutamente fatto pressione sulle autorità israeliane affinché organizzassero un'operazione di cattura del criminale nazista latitante e lo trasferissero in Israele, per poi poterlo estradare in Germania Ovest. Inoltre, nell'introduzione al libro di Harel, aggiunta per l'edizione ampliata del 1997, Shlomo J. Shpiro ha rivelato per la prima volta che Bauer, in Germania, non agì da solo, bensì fu sostenuto senza dare nell'occhio dal presidente del consiglio dell'Assia, Georg-August Zinn. Nel 1961, insieme a Gerhard Szczesny, Bauer fondò la Humanistische Union, un'organizzazione per i diritti dell'uomo. Il 1º luglio 1968, Bauer fu trovato morto nella sua vasca da bagno. Dopo l'autopsia, che riscontrò nel cadavere la presenza di sonniferi, il medico legale indicò il suicidio come causa probabile del decesso. In onore di Bauer, la Humanistische Union donò il capitale necessario alla fondazione del Fritz Bauer-Preis.

## Eredità culturale
Nel 1995, a Francoforte sul Meno, viene fondato e dedicato al nome del giurista il Fritz Bauer Institut, uno dei più importanti istituti internazionali di ricerca sulla storia e l'impatto dell'Olocausto. L'istituto indipendente, contemporaneo e interdisciplinare, è dedicato non solo alla ricerca ma anche all'istruzione, ed esamina e documenta la storia dei crimini di massa nazionalsocialisti, in particolare quelli inerenti all'Olocausto con i suoi effetti prodotti fino ai nostri giorni. Nel 2000 il Fritz Bauer Institut è stato affiliato all'Università Johann Wolfgang Goethe di Francoforte, il più grande ateneo dell'Assia.

## Opere
- Die Kriegsverbrecher vor Gericht (con una postfazione di Hans Felix Pfenninger), Neue Internationale Bibliothek, 3. Europa, Zürich 1945.
- Das Verbrechen und Gesellschaft, Reinhardt 1957.
- Sexualität und Verbrechen, Fischer 1963.
- Die neue Gewalt, Verl. d. Zeitschrift Ruf u. Echo 1964.
- Widerstand gegen die Staatsgewalt, Fischer 1965.
- Die Humanität der Rechtsordnung, Ausgewählte Schriften. Hrsg. von Joachim Perels und Irmtrud Wojak, Campus Verlag, Frankfurt am Main, New York 1998, ISBN 3-593-35841-7.

## Bauer nel cinema
- Il labirinto del silenzio, 2014.
- Lo Stato contro Fritz Bauer, 2015.